# Ридер, Вильгельм Август
Вильгельм Август Ридер (нем. Wilhelm August Rieder; 30 октября 1796 или 30 сентября 1796, Обердёблинг — 8 сентября 1880[…], Вена) — австрийский живописец и рисовальщик. Его считают самым известным портретистом композитора Франца Шуберта.

## Биография
Ридер родился в Обердёблинге, в семье композитора Амброса Ридера. Он учился в Венской академии изящных искусств, где впервые встретил и подружился с Францем Шубертом.
Кроме портретов музыканта, художник также создал ряд произведений с религиозной и исторической тематикой. В 1825 году он стал профессором рисования в Институте инженерных наук в Вене, а в 1855 году был назначен на аналогичную должность в Военной академии в Винер-Нойштадте. С 1857 года он был помощником куратора картин во дворце Бельведер.